# Advertainment
Advertainment är en term för reklam som kan ses i bland annat filmer. Exempel på detta är när man inkluderar produkter och märken i filmens handling och berättelse genom att visa upp eller prata om produkten eller märket på ett sånt sätt att det framstår just vilken produkt eller märke det rör sig om. Tanken bakom advertainment är att göra om reklam till något attraktivt och åtråvärt istället för att vara något som stör i reklampauserna.